# Hyperdiplosis
Hyperdiplosis is een muggengeslacht uit de familie van de galmuggen (Cecidomyiidae).

## Soorten
- H. bryanti Felt, 1913
- H. lobata (Felt, 1907)
- H. recurvata (Felt, 1907)
- H. tritici (Felt, 1912)